# HMS Rockrose (K51)
HMS Rockrose (K51) je bila korveta razreda flower Kraljeve vojne mornarice, ki je bila operativna med drugo svetovno vojno.

## Zgodovina
4. oktobra 1947 so ladjo predali Južnoafriški vojni mornarici, kjer so jo preimenovali v HMSAS Protea (K51).